# Creative Code
Cet article concerne un ouvrage de John Maeda. Pour l'approche créative de la programmation informatique, voir Code créatif.
Creative Code est un ouvrage du designer américain John Maeda, publié en 2004 par Thames & Hudson. Faisant suite à la monographie maeda@media, ce livre présente des travaux réalisés par les étudiants ayant étudié au sein du "Aesthetics and Computation Group" (ACG) dirigé par Maeda au MIT.

## Structure du livre
Le livre est structuré en huit chapitres. Chacun de ces chapitres débute par une introduction de deux pages, suivi par des illustrations de travaux d'élèves. Chaque chapitre comporte également deux "guest essays" par des contributeurs choisis.
En guise d'introduction, le livre débute par une interview que John Maeda a conduit en 2003 avec Red Burns, pionnière de l'enseignement multimédia.

### Chapitres
1. Resume.
2. Space. Contributions de Casey Reas et John Simon, Jr.
3. Living. Contributions de David Small et Martin Wattenberg
4. Type. Contributions de Peter Cho et Yugo Nakamura
5. Tool. Contributions de Golan Levin et Joshua Davis. Dans l'introduction à ce chapitre, Maeda rend hommage à Naomi Enami.
6. Physical. Contributions d'Elise Co et Daniel Rozin. Ce chapitre montre des travaux liés à des manifestations physiques, telles que la robotique ou le wearable computing.
7. Education. Contributions de Reed Kram et Gillan Crampton Smith. Dans ce chapitre, Maeda présente des travaux de sa première classe d'élèves au MIT, en 1996,
8. Beyond. Contributions de Benjamin Fry et Scott Snibbe